# Thibaudia jahnii
Thibaudia jahnii är en ljungväxtart som beskrevs av Sidney Fay Blake. Thibaudia jahnii ingår i släktet Thibaudia och familjen ljungväxter. Inga underarter finns listade i Catalogue of Life.